# Belogradčiške skale
Belogradčiške skale (bolgarsko Белоградчишки скали, latinizirano: Belogradčiški skali) so skupina kamnitih formacij peščenjaka in konglomerata na zahodnih pobočjih Stare planine v bližini mesta Belogradčik v severozahodni Bolgariji. Barve kamnin variirajo od pretežno rdeče do rumene; nekatere skale dosegajo tudi do 200 m višine. Številne skale so nenavadnih oblik in so povezane z zanimivimi legendami. Pogosto so poimenovane po ljudeh ali predmetih, ki naj bi jim bili podobni. Belogradčiške skale je bolgarska vlada razglasila za naravno znamenitost in so glavna turistična atrakcija v regiji. So edino rastišče kritično ogrožene škržolice Hieracium belogradcense, endemične za Bolgarijo.

## Geografija
Belogradčiške skale se razprostirajo na zahodnem delu Stare planine in pokrivajo površino 50 km². Raztezajo se od vasi Rabiša na zahodu do vasi Belotinci na vzhodu.
Osrednja skupina skal je tik južno od mesta Belogradčik. Tu so najbolj znane kamnite figure Adam in Eva, Gobe, Šolarka, Medved, Derviš, Pastirček, Lev, Kamela, Madona, Jezdec, Menihi, Bendida, Upornik Velko in druge.
Druga skupina kamnin leži zahodno od Belogradčika. Skale so alpske sorte in so obdane s strmimi prepadi. Najbolj znane od tamkajšnjih skal so Zbegovete, Erkuprija in Borič.
Tretja skupina skal leži 4 km vzhodno od Belogradčika ter vključuje formaciji Latinska vrata in jame Lepeniški peč.
Četrta skupina kamnin leži med vasema Borovica in Falkovec. Te kamnine vključujejo Borov kamen, Čebelji kamen, Orlov kamen in Momino skalo.
Peta skupina kamnin leži med vasema Gjurgič in Belotinci.

## Geologija
Številne skalne figure in doline s strmimi navpičnimi pobočji so nastale v stotih milijonih let kot posledica naravnih procesov erozije, denudacije, rasti mahov in lišajev ter drugih naravnih dejavnikov.
Nastajanje Belogradčiških skal se je začelo v permskem obdobju, ko se je tektonski cikel zlagal, da bi ustvaril Staro planino in dvignil območje Belogradčika.
Kasneje, v obdobju triasa, je regija postala dno plitvega morja. Hkrati so z uničenjem zgodnejših paleozojskih kamnin nastale ogromne količine proda, peska in gline, ki so jih reke odnesle v morsko kotlino. Sediment se je kopičil in postopoma postal debelejše plasti konglomeratov in peščenjaka, pri čemer so konglomeratni kosi sčasoma pod vplivom vodnih sil dobro zaobljeni.
V jurskem obdobju, v obdobju 20 milijonov let, so plastni materiali postali trdno zlepljeni skupaj s peščeno-glineno spajko ali silicijem. Vroče in suho podnebje je oblikovalo veliko količino železovega oksida ali hematita, ki je dal kamninam rjasto rdečo barvo. Ko se je zemeljska skorja začela posedati, so se z rdečimi konglomerati spojili lažji in manjši peščenjaki.
Na začetku kenozoika in zgodnjega alpskega tektonskega cikla so v Stari planini nastajale velike antiklinale ali gube in v tem času se je območje spremenilo v suho zemljo. Pred približno 45 milijoni let se je začelo dvigovanje Belogradčiške antiklinale, pri tem gubanju pa so apnenec in konglomerati v jedru razpokali, kar je povzročilo navpične in horizontalne razpoke v grebenu antiklinale. V jedru Belogradčiške antiklinale so paleozojske kamnine, pobočja pa so sestavljena iz konglomeratov, peščenjaka in jurskega apnenca.
Navpično prodiranje vode in površinske reke so spodbujale navpično erozijo kamnitih plasti, razpoke, kjer je prišlo do tektonskih premikov, pa je erozija spremenila v majhne doline in prelaze z navpičnimi ali strmimi pobočji, ki tvorijo ločene navpične bloke, ki jih danes vidimo kot skalne figure.

## Turizem
Belogradčiške skale so glavna turistična destinacija v severozahodni Bolgariji, skupaj z mestom Belogradčik in Belogradčiško trdnjavo, ki mu skale predstavljajo del naravne obrambe, ter bližnjo jamo Magura, ki je v bližini vasi Rabiša. Druga turistična atrakcija na tem območju je srednjeveška trdnjava Baba Vida v bližnjem mestu Vidin na reki Donavi.
Bolgarski odbor za naravno okolje je leta 1949 skale razglasil za naravni spomenik, leta 1987 pa so bile uvrščene v bolgarski nacionalni register naravnih znamenitosti.
Leta 1984 so bile Belogradčiške skale in jama Magura uvrščene na poskusni seznam krajev, ki bodo imenovani na Unescov seznam svetovne dediščine. Skale se obravnava kot geopark v Mreži geoparkov Evrope in Unescovi globalni mreži geoparkov.
Septembra 2008 je Evropska komisija Belogradčik imenovala za enega od dvajsetih finalistov za evropsko destinacijo odličnosti. Januarja 2009 so bile Belogradčiške skale imenovane za nominacijo Bolgarije v kampanji za novih 7 čudes narave.

## Legende
- Madona – Nekoč sta bila med Belograjskimi skalami samostan in ženski samostan. Živela je lepa nuna, ki so ji vsi skrivaj zavidali njeno lepoto. Večkrat je stara mati predstojnica opomnila redovnico, naj ne pozabi, da je, čeprav mlada in lepa, prevzela tančico in bila zaobljubljena Bogu. Med praznovanjem Petrovdana je na praznik prišel mladi patricij na svojem belem konju. Takoj, ko ga je zagledala, je redovnica prepoznala moškega svojih sanj. Ni se mogla upreti svoji srčni bolečini in se je na skrivaj srečala z njim, toda nunino nezakonito ljubezen je sčasoma odkril jok njenega majhnega otroka. Mati predstojnica se je odločila, da bo redovnico strogo kaznovala po vseh meniških kanonih, na sodbo pa so poklicali celo menihe iz samostana. Dolgo je trajalo, da so belobradi menihi izrekli kazen, a nazadnje so se odločili, da njo in njenega otroka izključijo iz samostana. Uboga nuna je bila obsojena na življenje, hujše od smrti same. Običajni ljudje bi jo obravnavali kot gobavca in nihče si ne bi upal govoriti z njo, kaj šele, da bi ji dali zatočišče ali hrano. Nuna si je bila pripravljena vzeti življenje, namesto da bi jo izgnali iz nunskega samostana. Čeprav je bila njena iskrena prošnja za usmiljenje srce parajoča, menihov to ni ganilo. Ko je nuna zapuščala samostanska vrata, se je zgodil čudež. Dan je postal noč in zaslišalo se je strašljivo grmenje. Skale so se odprle in samostana sta bila pobita v zemljo, menihi, ki so se umikali nazaj, Madona, ki se je sklonila nad svojega otroka in jezdec, ki je jezdil k svoji ljubljeni na svojem belem konju, so se vsi spremenili v kamen.

- Šolarka – Nekoč je v mestu živela šolarka, učenka v šoli grbavega derviša, znana po svoji divji lepoti. Šolarka se je zaljubila v mladega kladivca in srečevala sta se blizu Subašinovega izvira, znanega po okusni vodi. Toda derviš je bil nad to čisto ljubeznijo izjemno ljubosumen. Nekega dne je šolarko pričakal pri izviru, ko je šla po vodo, in jo napadel. Nekako se ji je uspelo izviti iz njegovih rok in začela je teči k skalam v upanju, da bo hudiču ubežala. Dolgo je tekla med skalami, a derviš jo je neusmiljeno zasledoval. Nenadoma je pred šolarko stopil grabežljiv medved. Pretresena od strahu in začudenja je padla na kolena. Raje bi jo raztrgal in pojedel medved, kot da bi pristala v naročju sovražnega derviša. V tem trenutku se je zgodil čudež. Zaslišalo se je močno grmenje in dan je postal noč, v temo pa se je razlegel prestrašen jok deklice, strašljivo rjovenje medveda in prestrašen krik moškega. Nato je naokoli zavladala zlovešča tišina. In ko se je spet zdanilo, so vsi stali v kamnu – Šolarka, Medved pred njo in zaničljivi Derviš za njo. In sonce je sijalo svetlo in mirno, kot da se ni nič zgodilo.[10]